# مارک اسپر
مارک توماس اسپر (زاده ۲۶ آوریل ۱۹۶۴) وزیر دفاع در دولت دونالد ترامپ و بیست و هفتمین وزیر دفاع ایالات متحده آمریکا است که نهایتاً توسط دونالد ترامپ برکنار شد. وی پیش از وزیر دفاع، به عنوان کفیل وزیر دفاع فعالیت می‌کرد و از سال ۲۰۱۷ تا سال ۲۰۱۹ بیست و سومین وزیر ارتش ایالات متحده بود.
اسپر پیش از پیوستن به وزارت دفاع نایب رئیس روابط حکومتی ریتیون، از پیمانکاران بزرگ دفاعی آمریکایی بود. اسپر در دوران حضور در ریتیون از سوی روزنامه ده هیل به عنوان لابیست برتر ابرشرکت‌ها در سال‌های ۲۰۱۵ و ۲۰۱۶ برگزیده شد.
دونالد ترامپ در تاریخ نهم نوامبر ۲۰۲۰ و چند روز پس از شکست در انتخابات ۲۰۲۰ آمریکا، مارک اسپر را برکنار کرد. قرار است کریستوفر میلر سرپرستی وزارت دفاع را برعهده گیرد.

## تحصیلات
اسپر از آکادمی نظامی ایالات متحده در وست پوینت در سال ۱۹۸۶ با مدرک لیسانس مهندسی فارغ‌التحصیل شد. اسپر در دوره لیسانس با مایک پامپیو وزیر امور خارجه بعدی آمریکا همکلاسی بود. او مدرک کارشناسی ارشد خود را در امور اداری دولتی از دانشگاه هاروارد گرفت و در سال ۱۹۹۵ موفق به کسب پی‌اچ‌دی سیاستگذاری عمومی از مدرسه حکومت جان اف. کندی در دانشگاه هاروارد شد.
اسپر در سال ۲۰۰۸ موفق به اخذ درجه دکترای سیاستگذاری عمومی از دانشگاه جورج واشینگتن آمریکا شد.

## حرفه
مارک اسپر کارش را در پیاده‌نظام ارتش آغاز کرد. ابتدا در لشکر صد و یکم هوابرد افسر پیاده بود و پس از آن آموزش رنجری را تکمیل کرد.
او به مدت ده سال به‌عنوان نظامی زیر پرچم خدمت کرده است. اسپر در اوایل دههٔ ۹۰ میلادی در جنگ خلیج فارس خدمت کرد. او همچنین به‌عنوان نظامی زیر پرچم در ویرجینیا و گارد ملی کلمبیا و ذخیره ارتش خدمت کرد و در سال ۲۰۰۷ در سمت سرهنگ دوم (ایالات متحده) بازنشسته شد.
مارک اسپر از سال ۱۹۹۶ رئیس هیئت کارکنان بنیاد هریتج بود و به‌عنوان مشاور امنیت ملی سناتور لدر بیل و به‌عنوان مدیر اجرایی و مشاور سیاسی سناتور چاک هگل خدمت کرده است. او همچنین مسئول امور امنیت ملی در کمیته روابط خارجه سنا بوده است.

## افتخارات
مارک اسپر جوایز و افتخارات نظامی از جمله لژیون لیاقت و نشان ستاره برنزی و مدال آزادی کویت را کسب کرده است. او همچنین مدال وزارت دفاع آمریکا برای خدمات عمومی برجسته را دریافت کرده است.

## تألیفات
او در کتاب «سوگند مقدس» دربارهٔ ترور قاسم سلیمانی مطالبی بیان کرده است که توجیه‌های دونالد ترامپ را رد می‌کند.